# Каменка (Каменец-Подольский район)
Каменка (укр. Кам'янка) — село в Каменец-Подольском районе Хмельницкой области Украины.
Население по переписи 2001 года составляло 2092 человека. Почтовый индекс — 32318. Телефонный код — 3849. Занимает площадь 3,567 км².

## История
В 1946 г. указом ПВС УССР село Мукша-Борышковецкая переименовано в Каменку.

## Местный совет
32307, Хмельницкая обл., Каменец-Подольский р-н, с. Каменка